# NGC 6075
NGC 6075 est une vaste galaxie lenticulaire située dans la constellation d'Hercule. Sa vitesse par rapport au fond diffus cosmologique est de 9 684 ± 6 km/s, ce qui correspond à une distance de Hubble de 142,8 ± 10,0 Mpc (∼466 millions d'al). NGC 6075 a été découvert par l'astronome français Édouard Stephan en 1881. Cette galaxie a aussi été observée par l'astronome français Stéphane Javelle le 20 juillet 1903 et elle a été inscrite à l'Index Catalogue sous la désignation IC 4594.
À ce jour, une mesure non basée sur le décalage vers le rouge (redshift) donne une distance d'environ 158,000 Mpc (∼515 millions d'al). Cette valeur est à l'extérieur des valeurs de la distance de Hubble mais reste compatible avec celles-ci. Notons que c'est avec la valeur moyenne des mesures indépendantes, lorsqu'elles existent, que la base de données NASA/IPAC calcule le diamètre d'une galaxie et qu'en conséquence le diamètre de NGC 6075 pourrait être d'environ 48,2 kpc (∼157 000 al) si on utilisait la distance de Hubble pour le calculer.